# I Won't Back Down
I Won't Back Down är en låt komponerad av Tom Petty och Jeff Lynne, framförd av Tom Petty på hans debutalbum som soloartist Full Moon Fever. Låten utgavs som albumets första singel i april 1989 och kom att bli en av Pettys större hitsinglar. Den finns även med på Pettys framgångsrika samlingsalbum Greatest Hits från 1993.
På inspelningen medverkar även George Harrison med akustisk gitarr och sång. Petty har senare berättat att han var förkyld vid inspelningstillfället, något Harrison hjälpte till att lösa genom att koka ingefära som Petty sedan fick andas in ångor från.
I USA har låten med sitt tydliga budskap om att inte vika ner sig blivit populär att använda både vid sportarrangemang och politiska kampanjmöten. När president George W. Bush år 2000 använde låten i sin valkampanj protesterade dock Petty genom ett så kallat "cease and desist"-brev.

## Listplaceringar
| Lista (1993)   | Position               |
| -------------- | ---------------------- |
| Australien     | 16                     |
| Kanada         | 5 (RPM)                |
| Storbritannien | 28 (UK Singles Chart)  |
| USA            | 12 (Billboard Hot 100) |